# دانشگاه ماریان (ایندیانا)
دانشگاه ماریان یک دانشگاه خصوصی کاتولیک رومی در ایندیاناپولیس، ایندیانا است. این کالج که در سال ۱۸۵۱ توسط خواهران سنت فرانسیس در اولدنبورگ، ایندیانا تأسیس شد، در سال ۱۹۳۷ به ایندیاناپولیس نقل مکان کرد. ماریان از سال ۱۹۳۶ تا سال ۲۰۰۹ با نام کالج ماریان شناخته می‌شد، زمانی که به دانشگاه ماریان تغییر نام داد.
در سال ۲۰۱۳، دانشگاه اولین دانشکده پزشکی را پس از ۱۰۰ سال در ایندیانا افتتاح کرد که اولین دانشکده پزشکی استئوپاتیک در ایالت و دومین دانشکده پزشکی عملیاتی در ایندیانا در آن زمان بود.